# Seznam mehiških violinistov
Seznam mehiških violinistov.

## A
- Macedonio Alcalá

## B
- Marcela Bovio
- Olga Breeskin

## R
- Silvestre Revueltas
- Juventino Rosas

## S
- Henryk Szeryng